# Sociedad de Salvación Nacional del Nordeste
La Sociedad de Salvación Nacional del Nordeste era una organización formada por exiliados de Manchuria (noreste de China) para presionar al gobierno chino de Chiang Kai-shek para que pusiera fin a su política de no resistencia al Imperio del Japón, que había invadido Manchuria después del Incidente de Mukden y para ayudar a los ejércitos de voluntarios, especialmente al Ejército Voluntario Popular Antijaponés del Nordeste en Liaoning, dirigido por Tang Juwu. Uno de sus principales partidarios fue Zhang Xueliang, quien apoyó en privado esta resistencia, a pesar de su obediencia pública a la política gubernamental de no resistencia. Zhang no estaba asociado públicamente con la Sociedad y nunca ocupó un cargo en ella, pero le proporcionó fondos y le permitió usar su nombre cuando se comunicaba con ejércitos de voluntarios.]
La sociedad se disolvió en 1933, bajo la presión del gobierno chino en Nankín.